# 슈쿠나미 신호장
슈쿠나미 신호장(일본어: 宿南信号場, しゅくなみしんごうじょう)은 일본 효고현 야부시에 있는 서일본 여객철도 산인 본선의 신호장이다.
요카역으로부터 3.3 km. 에바라역으로부터 4.2 km 떨어진 지점에 있는 신호장으로, 상행 및 하행 열차의 교행이 이루어진다. 곡선 구간 상에 있다.

## 역사
- 1968년 9월 23일 - 일본국유철도 산인 본선 요카 역 ~ 에바라 역 사이에 신설 개업.
- 1987년 4월 1일 - 민영화에 따라 서일본 여객철도의 소속이 되었다.